# Варзиканда
Варзиканда — село в Пенджикентском районе Согдийской области Таджикистана расположенное в 32 километрах восточнее от города Пенджикента. Население около 1000 человек, основное занятие земледелие, разведение крупного рогатого скота и мелкого рогатого скота.
Видные деятели Салимбой Фатхиллоев, Мирмахмад Нурмахмадов, Абдунаби Сатторзода, Хасанбой Дустов, Курбонали Худжамов, Шарифмурод Исрофилниё, Махмадкул Каримов.